# Vitojevci
Vitojevci (Витојевци) település Szerbiában, a Vajdaságban, a Szerémségi körzetben, Ruma községben.

## Demográfiai változások
| 1948 | 1953 | 1961 | 1971 | 1981 | 1991 | 2002 |
| ---- | ---- | ---- | ---- | ---- | ---- | ---- |
| 625  | 684  | 796  | 873  | 878  | 901  | 913  |